# Meneta
Meneta Holding A/S og Meneta Danmark ApS er en multinational dansk producent af bremser og bremsedele til bilindustrien med hovedkvarter i Odense. Virksomheden har over 2.000 ansatte i Europa, Kina, Indien og Nordamerika. De omsætter for ca. 1 mia. kroner (2023). Virksomheden blev etableret som en værktøjsproducent i 1953. Siden 2003 er Meneta ejet af amerikanske Steve Wang.